# Moïro
Pour les articles homonymes, voir Moero et Myro.
Moïro, Moerô ou Myro (en grec ancien Μοιρώ / Moirố) est une poétesse grecque du IIIe siècle av. J.-C.

## Biographie
Moïro a vécu à Byzance. Elle est l'épouse d'Andromaque le Philologue (en) et la mère de Homère le Tragique.

## Œuvre
Moïro est l'auteur de poèmes en hexamètres (hymne à Poséidon, Imprécations, Mnémosynê...), d'épigrammes et de poésies diverses. Athénée la cite comme ayant été victime d'un plagiat :

« “On ne voit approcher de là ni des volatiles, ni les πέλειαι tremblantes, qui portent l'ambroisie à Jupiter.” Or, il ne faut pas croire qu'il s'agit de pigeons (peleiades) qui portent l'ambroisie à Jupiter, comme plusieurs se le sont imaginé ; ce qui ne serait pas digne de sa majesté ; mais il faut l'entendre des pléiades. [...] Mœro de Byzance est la première qui a bien saisi l'idée des vers d'Homère, lorsqu'elle écrivait, dans son ouvrage intitulé La Mémoire, ou Mnémosyne, que c'étaient les Pléiades qui portaient l'ambroisie à Jupiter. Cratès, le critique, s'étant approprié l'idée de cette femme, a publié, comme lui appartenant à lui-même, ce qu'elle avait dit. »

Deux épigrammes de Moïro ont été conservées par l'Anthologie Palatine (livre VI, poèmes 119 et 189).
Antipatros de Thessalonique la range au nombre des neuf muses terrestres.

## Traductions
- Renée Vivien dans Les Kitharèdes (A. Lemerre, 1904)
- Marguerite Yourcenar dans La couronne et la lyre (Poésie/Gallimard, 2001)

## Postérité

### Art contemporain
- Moïro figure parmi les 1 038 femmes référencées dans l'œuvre d’art contemporain The Dinner Party (1979) de Judy Chicago. Son nom y est associé à Sappho[4],[5].